# Planetológia

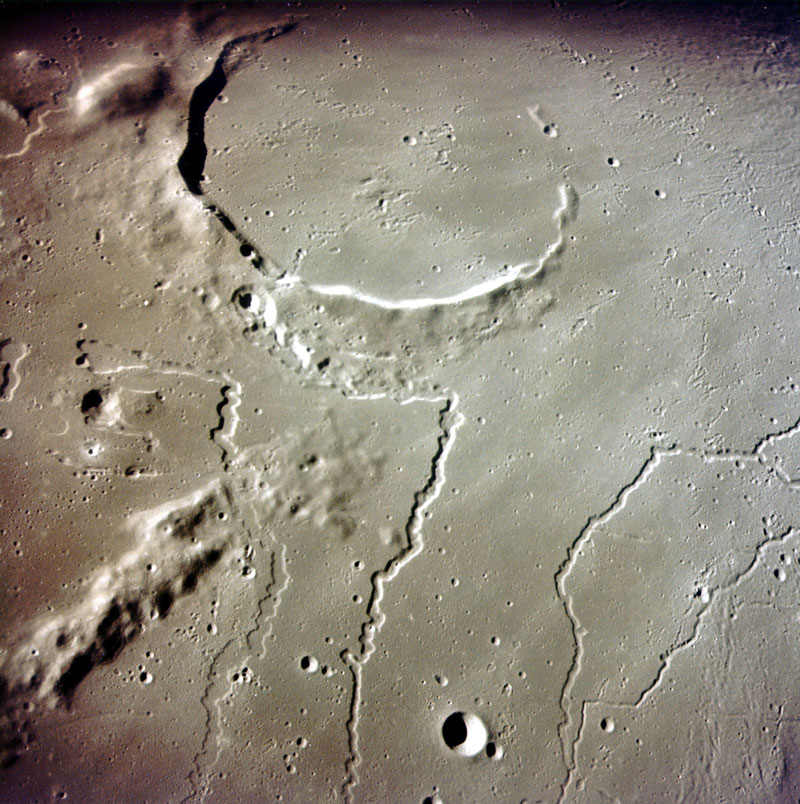
Az Apollo–15 Hold körül keringő egységének felvétele az Arisztarkhosz-krátertől északra található „folyóvölgyekről”, melyek valószínűleg beroppant lávacsatornák. Két völgy alakja a Magyar Alföldön áthaladó Duna és Tisza vonalához nagyon hasonló lefutású, csak harmad akkora méretben található a Holdon.

A planetológia új interdiszciplináris tudományág, amely a csillagászatból és a földtudományokból fejlődött ki. Létét főleg a robotika, így az ember nélküli űrkutató eszközök fejlődésének köszönheti. A planetológia a bolygókat és holdjaikat, a Naprendszer égitestjeit, erőtereit és sugárzási tereit is tanulmányozza. Ténylegesen ma a Naprendszer kutatása a planetológia tárgyköre. Fő kutatási területét azonban a bolygók és holdjaik képezik.

## A planetológia viszonya a földtudományokhoz
A földtudományok köréből a geonómia az, amely legközelebb áll a planetológiához. A geonómia átfogó, minden földtudományi diszciplínára kiterjedő szintézisigénnyel kívánja integrálni a Földről szerzett ismereteket. Adatgyűjtésének sorrendje azonban fordított volt, mint a planetológiáé. A földtudományok az ember szűkebb környezetében indultak el vizsgálataikkal és ismeret-rendszerezésükkel. Innen épültek össze egyre átfogóbb ismeretrendszerekké és terjedtek ki az egész Földtestre.
A planetológia a kezdetben fénypontként megjelenő bolygókat és a mindig is részleteivel látható Holdat az összkép felől kezdte megismerni és fokozatosan javuló fölbontással ismerte meg az égitesteket. Ebben a fokozatos megismerési folyamatban játszottak döntő szerepet a földi műszerek (távcsövek, rádiótávcsövek) és az űrszondák formájában égitestközelbe juttatott robotok.
Ma már a planetológia tárgyköréhez soroljuk a földtudományok olyan diszciplínáit is, amelyek a kozmikus eredetű ásványokat, kőzeteket kutatják. Beszélhetünk ezért például kozmokémiáról, kozmopetrográfiáról, vagy kozmo-geokémiáról is. A Naprendszer ásványi- és kőzetanyagait kutatja a meteoritika tudományága is. (Fontos folyóiratai a Geochimica et Cosmochimica Acta, ill. a Meteoritics and Planetary Science).
A tudományág legfontosabb éves konferenciája a Lunar and Planetary Science Conference (LPSC), melyet minden évben március harmadik hetében rendeznek meg Houstonban, a NASA Lyndon B. Johnson Space Center-ében (JSC), a Lunar and Planetary Institute szervezésében. 1970 óta folyamatosan tartva e konferenciákat (melyek neve az első 10 évben Lunar Science Conference volt), 2008 márciusában a 39. LPSC-t rendezik meg.

## A Hold, a Mars és a Vénusz felszínének a kutatása
A planetológia legismertebb kutatási területei a Földhöz legközelebb található Hold és a két szomszéd bolygó: a Vénusz és a Mars. A Hold volt az első olyan égitest, amelyre a földtudomány – elsősorban két fontos felszínelemző tudományág: a morfológia és a sztratigráfia – a Földön kifejlesztett módszereit alkalmazták.

### Morfológia
A morfológia az égitest felszínén megfigyelhető alakzatokat vizsgálja, kialakulásuk folyamatát kutatja. Ha a Holdat tekintjük első kutatási területnek, akkor három nagy csoportba sorolhatjuk a felszíni alakzatait: 
- Külső eredetű, becsapódási alakzatokra (ilyenek a körkörös medencék és a kráterek)
- Belső eredetű, vulkanizmus és tektonizmus során kialakult egységekre (ilyenek a lávaelöntések, hasadékok)
- Erózió során létrejött alakzatokra (ilyenek a folyamatos meteorit-bombázás során létrejött alakzatok, vagy más bolygótesteken a légköri folyamatok során keletkező alakzatok)
A Holdon a becsapódási alakzatokat minden mérettartományban megtaláljuk, az 1000 km átmérőjű medencéktől a mikrométeres nagyságú, ásványi anyagszemcséken megfigyelhető kráterecskékig. A vulkanizmus hatalmas lávasíkságokat formált, rajtuk redőgerincek, lávacsatornák és más alakzatok utalnak a keletkezés folyamatára. Eróziónak csak a kisméretű meteoritok által termelt holdi por és törmelékbevonatot tekinthetjük a Holdon.
A morfológiai tanulmányok során megismert alakzatokat fölhasználhatjuk a felszín történetének megismerésére. A felszínen fekvő kőzettestek egymáshoz való viszonya alapján először holdi rétegtani (sztratigráfiai) térképek készültek.

### Rétegtan
A rétegtan (sztratigráfia) településük sorrendjében tekinti át és földtani térképeken foglalja össze a Föld rétegeit. A rétegek (kőzettestek) azonosítására, települési sorrendjük föltárására a földtan számos axiómát és módszert fejlesztett ki. Ezeket a Holdra alkalmazva ott is azonosították a nagyobb kőzettestek tulajdonságait. Ezek átfedési viszonyait először fotometriai úton, távcsöves fényképfelvételekről, majd űrfelvételekről (Lunar Orbiter) állapították meg. A rétegtani térképező munka gyümölcse egyrészt a Hold fő emeleteit fölsoroló rétegtani oszlop, másrészt a Hold sztratigráfiai térképe.
A Hold legfiatalabb képződményei a sugársávos kráterek (kopernikuszi emelet), amiket lejjebb a még mindig fiatalosan tagolt morfológiájú, de már sugársáv nélküli kráterek (eratoszthenészi emelet) váltanak fel. Mindkét fiatalabb emelet rétegei többnyire csak kráternyi foltokban tűnnek fel, bár előfordulnak eratoszthenészi marék is (a Tycho vagy a Kopernikusz kráter sávjai is messzire nyúlnak, amit különösen telihold idején láthatunk jól). A foltnyi rétegtani egységek alatt két, nagy kiterjedésű kőzettesteket alkotó emelet következik:
- a fiatalabb az imbriumi, amit az Imbrium-medence alapján jelöltek ki,
- az idősebb nektári emelet, amit a Nektár-medencéből írtak le.

Legalul a krátermezőkkel borított terravidékek prenektári emelete fekszik.
Mivel a Merkúr felszíne igen hasonlít a Holdéhoz, a Merkúr felszíni kőzettesteinek tulajdonságait, a felszíni rétegek átfedési viszonyait a Mariner-10 fényképeire alapozva, a Hold rétegtana alapján foglalták össze.

## Kőzetek a szilárd felszínű égitestekről
A földtudományok egy másik ága is a planetológia vizsgálati körébe került azzal, hogy szilárd anyagdarabokat azonosított, melyek más égitestekről származnak.

### Meteoritok
Először a meteoritok voltak bizonyítottan külső eredetű anyagok. Mintegy 200 éve folyamatosan gyűjtik vizsgálatukkal az adatokat a szülő égitestek viszonyairól, mert a meteoritok szilárd égitestek letörött darabjai. Segítségükkel elsősorban a kisbolygók fejlődéstörténetét tanulmányozhatjuk.
Külön vizsgálati területet képeznek azok az ősi meteoritok, melyek milliméteres nagyságú "magocskákat", kondrumokat tartalmaznak. Ezek a kondritok, melyek kisbolygókról származnak. Ezáltal ma már nem csak a Hold és a Mars kőzeteiről van képünk, hanem a kondritos kisbolygók fejlődéstörténetét is rekonstruálhatjuk nagy vonalakban. E fejlődési folyamat hozta létre a meteoritok főbb típusait, például a vasmeteoritokat.

### Holdkőzetek
Az Apollo-program során holdkőzetek kerültek a kutatókhoz (384 kilogramm), illetve a Luna-robotok is hoztak 3 különböző helyről holdi anyagokat. A Holdról gyűjtött minták fényében megtalálták a kutatók (az Antarktiszon gyűjtött meteoritok között) a Földre meteoritként eljutott holdkőzeteket is. Ma már mintegy 100 ilyen független (párosítással is csoportokba rendezett) holdi meteorit ismert (2008-as adat).

### Marsi meteoritok
Harmadikként a Mars anyagai kerültek azonosításra a marsi meteoritok révén, melyeket a meteoritok egyik csoportjában azonosítottak. A független marsi meteoritok száma ma (2008-ban) mintegy 50 esemény. (Esemény a meteoritikában a hullás vagy a találás. Az összetartozó darabok egyetlen eseményt jelölnek. Például a mócsi hullásnál mintegy 3000 darabot gyűjtöttek össze.)

## A bolygótestek erőtereinek kutatása
Az űrszondák lehetővé tették, hogy ne csak a látható fény tartományában végezzünk kutatásokat, hanem az elektromágneses színkép más tartományaiban is. Ugyancsak lehetővé vált az égitesteket (bolygókat és holdakat) körülvevő ritka anyagtér és a különböző erőterek kutatása is.
A nagybolygókat sok szempontból jellemzi két erőtér. Az egyik a gravitációs, a másik a mágneses erőtér. A mágneses tér hatására jön létre egyes bolygók körül a magnetoszféra. E fontos erőterek vizsgálatára mutatunk be példákat.

### Mágneses erőtér
Már a Föld mágneses erőterének a megismerését is az űrszondák tették lehetővé. A Föld magnetoszférája mintegy 10 földátmérőnyi távolságban kiterjed a Nap irányában is. A Nap felől érkező részecskeáramlások alkotta napszél körbefogja áramlásával a földi magnetoszférát és hosszú elnyúlt uszályt kialakítva zárul csak össze több tíz földátmérőnyi távolságban. A magnetoszférán belül pedig olyan sugárzási övezetek jönnek létre, amelyekben viszonylag magas a töltött részecskék sűrűsége. E sugárzási övezetek alkotják a van Allen övet.

### Gravitációs erőtér
A gravitációs erőtér jellemzésére az űrszondák gravitációs térben történő gyorsulását mérik. Ez a gyorsulás egy homogén gömbtér esetén nem ingadozna, de különböző sűrűbb anyagtartományok fölött megnő, más, kisebb sűrűségű anyagrétegek fölött kissé lecsökken. Ezeket az ingadozásokat használták föl például a holdi mascon-ok, tömegkoncentrációk föltérképezésére. A Lunar Orbiterekkel 5 holdi lávasíkság (mare) területére mértek ki mascont, melyek az 1970-es évek elejére ismertté váltak.

### Forgási erőtér és hatása a légkörre
Fontos átmeneti anyagtartomány az égitestek külső zónájában a légkör. Nincs minden bolygónak légköre, mert annak megtartása függ az égitest tömegétől. A négy óriásbolygónak, valamint a Földnek, a Vénusznak és a Marsnak van légköre, és a Szaturnusz Titán nevű holdjának.
Az égitest forgási sebessége hat az égitest alakjára is. Még látványosabb a hatása azonban a légkörre. A forgási erőtér hatása az, hogy a felhőrendszer sávos szerkezetű lesz. Ilyennek észleljük már amatőrcsillagászati távcsőben is a Jupitert és a Szaturnuszt. A földi légkörben ezeket az öveket Hadley-celláknak nevezik.

## Összehasonlító planetológia
A Naprendszerben található égitestek belső szerkezete fokozatosan alakult ki olyanná, amilyennek ma észleljük őket. Minden bolygótest összetételében is, tömegében is, Naptól mért távolságában is, más és más kezdeti feltételekkel indult ebben a fejlődési történetben. Ezért fontos szerepet kap az égitestek egyéni fejlődési útjának a leírása is, valamint ezeknek összehasonlítása. Az összehasonlító planetológia valójában hatalmas égitest laboratóriumoknak, azaz maguknak a bolygótesteknek az összehasonlítását végzi. Többnyire a jelenségek egy-egy körében végzi az összehasonlító vizsgálatokat, de évszázadokra kiterjedő programjához még sok új űrszondás égitestvizsgálatra van szükség.

## Külső hivatkozások
- Az Európai Űrügynökség = ESA (European Space Agency)
- Az Arizona Egyetem Holdi és Bolygókutató Laboratóriumának honlapja
- A NASA marskutatási honlapja
- A Vénusz térképezése
- A NASA MESSENGER expedíciója a Merkúrhoz
- Bolygófizikai kutatások a Los Angelesben működő Kaliforniai Egyetemen
- Bolygótérképezés
- A NASA Cassini expedíciója a Szaturnuszhoz
- A NASA DAWN expedíciója a kisbolygóövbe
- Rendező elvek a planetológiában